# El comte de Montecristo (pel·lícula)
El comte de Montecristo (en francès: Le Comte de Monte-Cristo) és una pel·lícula d'aventures d'acció històrica francesa de 2024 basada en la novel·la de 1844 d'Alexandre Dumas. Escrita i dirigida per Matthieu Delaporte i Alexandre de La Patellière, la pel·lícula és protagonitzada per Pierre Niney en el paper d'Edmond Dantès. S'ha subtitulat al català.
Es va exhibir per primer cop al 77è Festival de Canes el 22 de maig de 2024 i es va estrenar als cinemes de França un mes després amb la distribució de Pathé. Amb un pressupost estimat de 42,9 milions d'euros, la pel·lícula va ser la producció francesa més cara d'aquell any. Va assolir més de 9 milions d'espectadors a França, i va ser la segona pel·lícula més taquillera al país el 2024. A tot el món, va recaptar 100 milions de dòlars, i va rebre elogis de la crítica.

## Premis i nominacions
L'11 de setembre de 2024, El comte de Montecristo fou una de les quatre pel·lícules preseleccionades pel comité dels Oscar de França per ser seleccionadas com la representant oficial del pais per a la categoria de Millor pel·lícula de parla no anglesa en els 97.º Premis de l'Acadèmia.
| Any  | Premi / Festival                                   | Categoria                           | Treball nominat                                                                                                | Resultat   | Ref.   |
| ---- | -------------------------------------------------- | ----------------------------------- | --- | ---------- | ------ |
| 2024 | Festival de Cine de Cabourg                        | Swann d'or a la millor pel·lícula   | El comte de Montecristo                                                                                        | Guanyador  | [ 6 ]  |
| 2024 | Festival Internacional de Cinema de Fantasia       | Cavall Negre a la Millor Pel·lícula | El comte de Montecristo                                                                                        | Guanyador  | [ 7 ]  |
| 2024 | Festival Internacional de Cine de Sudbury Cinéfest | Premi del públic                    | El comte de Montecristo                                                                                        | Guanyador  | [ 8 ]  |
| 2025 | Premis Goya                                        | Millor pel·lícula europea           | El comte de Montecristo                                                                                        | Guanyadora | [ 9 ]  |
| 2025 | Premis César                                       | Millor pel·lícula                   | El comte de Montecristo                                                                                        | Nominada   | [ 10 ] |
| 2025 | Premis César                                       | Millor direcció                     | Matthieu Delaporte i Alexandre de La Patellière                                                                | Nominats   | [ 10 ] |
| 2025 | Premis César                                       | Millor actor                        | Pierre Niney                                                                                                   | Nominat    | [ 10 ] |
| 2025 | Premis César                                       | Millor actor secundari              | Bastien Bouillon                                                                                               | Nominat    | [ 10 ] |
| 2025 | Premis César                                       | Millor actor secundari              | Laurent Lafitte                                                                                                | Nominat    | [ 10 ] |
| 2025 | Premis César                                       | Millor actriu secundària            | Anaïs Demoustier                                                                                               | Nominada   | [ 10 ] |
| 2025 | Premis César                                       | Millor guio adaptat                 | Matthieu Delaporte i Alexandre de La Patellière                                                                | Nominats   | [ 10 ] |
| 2025 | Premis César                                       | Millor fotografia                   | Nicolas Bolduc                                                                                                 | Nominat    | [ 10 ] |
| 2025 | Premis César                                       | Millor muntatge                     | Célia Lafitedupont                                                                                             | Nominada   | [ 10 ] |
| 2025 | Premis César                                       | Millor música                       | Jérôme Rebotier                                                                                                | Nominat    | [ 10 ] |
| 2025 | Premis César                                       | Millor decorat                      | Stéphane Taillasson                                                                                            | Guanyador  | [ 10 ] |
| 2025 | Premis César                                       | Millors efectes visuals             | Olivier Cauwet                                                                                                 | Nominat    | [ 10 ] |
| 2025 | Premis César                                       | Millor vestuari                     | Thierry Delettre                                                                                               | Guanyador  | [ 10 ] |
| 2025 | Premis César                                       | Millor so                           | David Rit, Marc Doisne, Olivier Touche, Laure-Anne Darras, Marion Papinot, Samuel Delorme y Gwennolé Le Borgne | Nominats   | [ 10 ] |